# Marie Reichert
Pour les articles homonymes, voir Reichert.
Marie Reichert est une joueuse allemande de basket-ball à trois née le 16 avril 2001 à Cassel, dans la Hesse. Elle a remporté la médaille d'or du tournoi féminin aux Jeux olympiques d'été de 2024, organisés à Paris.